# ایست برک، ورمانت
ایست برک (به انگلیسی: East Burke) یک منطقهٔ مسکونی در ایالات متحده آمریکا است که در Burke واقع شده‌است. ایست برک ۱۳۲ نفر جمعیت دارد و ۲۷۰٫۰۶ متر بالاتر از سطح دریا واقع شده‌است.